# Phanom Wan

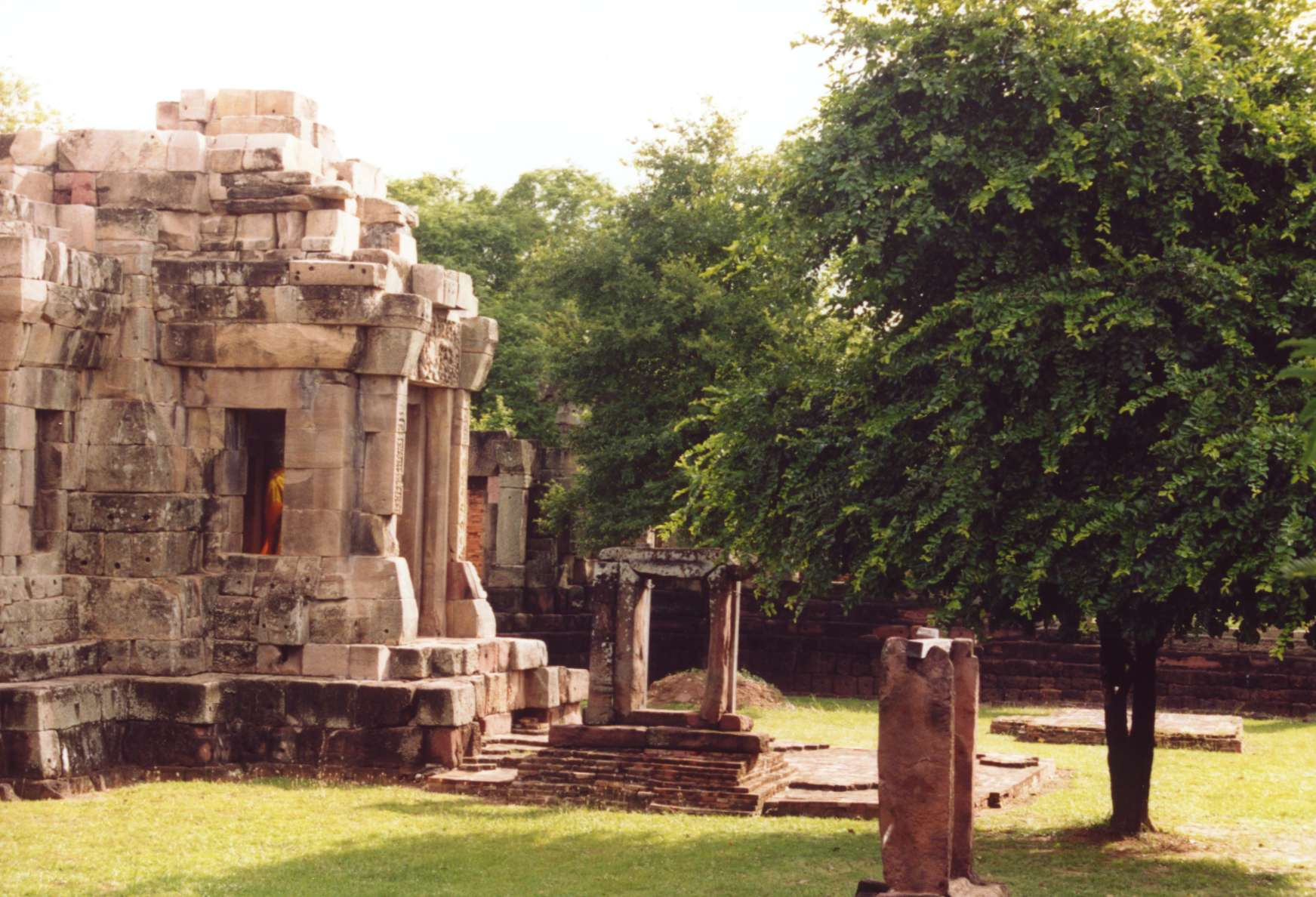
Phanom Wan in Nakhon Ratchasima

Phanom Wan (thailändisch ปราสาทพนมวัน Prasat Phanom Wan) ist eine hinduistische Tempelanlage aus der Zeit von Angkor in Thailand, die Shiva gewidmet war.

## Lage
Phanom Wan liegt etwa 10 Kilometer nordöstlich von Nakhon Ratchasima, Nordost-Thailand (Isan).

## Grabungsgeschichte
Ausgrabungen des Fine Arts Department in den Jahren 1997/98 förderten steinzeitliche Begräbnisstätten zutage, von denen eine in nur einem Meter Abstand in der gleichen Ausrichtung wie die Tempelanlage angelegt wurde.

## Funde
Fundamente aus Ziegeln weisen auf die Anlage aus der Zeit des Königreichs Chenla (550 bis 800) hin. Mindestens seit dem 12. Jahrhundert entstanden weitere Anbauten an Phanom Wan.
Einen zentralen Tempel begleiten zwei Barays (Wasserreservoire). Eine Inschrift von König Udayadityavarman II. (reg. 1050 bis 1066) bezeugt die Beförderung des Soldaten Viravarman, als deren Zeichen er Pfauenfedern und elfenbeinerne Schirme erhielt.